# Octodecàgon
En geometria, un octodecàgon o també conegut com a octadecàgon és un polígon de 18 costats i 18 vèrtexs.

## Propietats
Un octodecàgon té 135 diagonals, resultat que es pot obtenir aplicant l'equació general per determinar el nombre de diagonals d'un polígon, {\displaystyle D=n(n-3)/2}; sent el nombre de costats {\displaystyle n=18}, tenim:
{\displaystyle D={\frac {18(18-3)}{2}}=135}
La suma de tots els angles interns de qualsevol octodecàgon és: 2880 graus o l'equivalent, {\displaystyle 16\pi } radiants.

## Octodecàgon regular

Un octodecàgon regular i els seus angles principals

Octodecàgon amb les seves 135 diagonals

Un octodecàgon regular és el que té tots els seus costats de la mateixa longitud i tots els seus angles interns iguals. Cada angle intern del octodecàgon regular mesura 160º o {\displaystyle 8\pi /9} rad. Cada angle extern del octodecàgon regular mesura 20º o {\displaystyle \pi /9} rad.
En multiplicar la longitud t d'un costat d'un octodecàgon regular per 18 (el nombre de costats simbolitzats amb la lletra n del polígon) obtindrem la longitud del seu perímetre P.
{\displaystyle P=n\cdot t=18\ t}
L'àrea A d'un octodecàgon regular amb costat de longitud a s'obté de la següent forma:
{\displaystyle A={\frac {18(t^{2})}{4\tan({\frac {\pi }{18}})}}\simeq 25,5208\ t^{2}}
on {\displaystyle \pi } és la constant pi i {\displaystyle tan} és la funció tangent calculada en radiants.
Si es coneix la longitud de l'apotema a del polígon, una altra alternativa per calcular l'àrea és:
{\displaystyle A={\frac {P\cdot a}{2}}={\frac {18(t)\ a}{2}}=9(t\cdot a)}

## Construcció
Atès que 18=2×3², un octodecàgon regular no pot ser construït usant solament regle i compàs. No obstant això, es pot construir usant el mètode neusis, o una trisecció de l'angle amb un dispositiu trisector.

Octodecàgon, una construcció exacta basada en la trisecció de l'angle de 120° mitjançant un trisector. L'animació dura 1 minut i 34 segons

La següent construcció aproximada és molt similar a la del eneàgon, ja que un octodecàgon pot construir-se com un eneàgontruncat. També és factible amb l'ús exclusiu de regle i compàs.
| Reduir la grandària de l'angle AMC (de 60°) mitjançant quatre biseccions consecutives i determinar la tercera part de l'arc MON mitjançant una solució aproximada entre les bisectrius w3 i w4. Per a això, es traça la recta auxiliar g (que passa per O i per N), que serveix per determinar la tercera part de la distància entre O i N mitjançant una altra construcció auxiliar (no representada), que permet determinar el punt Q i després traslladar-ho fins al R. Així, s'obté l'arc circular AMR, que s'aproxima molt notablement a l'angle de 20° buscat. AMR = 19,999999994755615.{\displaystyle \scriptstyle \angle {}}..° 360°÷18=20° AMR-20°=-5,244.{\displaystyle \scriptstyle \angle {}}..I-9° Exemple per il·lustrar l'error: En una circumferència circumscrita de radi r = 100.000 km, l'error absolut del costat obtingut seria d'aproximadament -9 mm. Consulti's també a wikillibres Càlcul de l'octodecàgon (Berechnung, en alemany) 6.0 JMR equivalent AMR.{\displaystyle \scriptstyle \angle {}} |

## Simetria

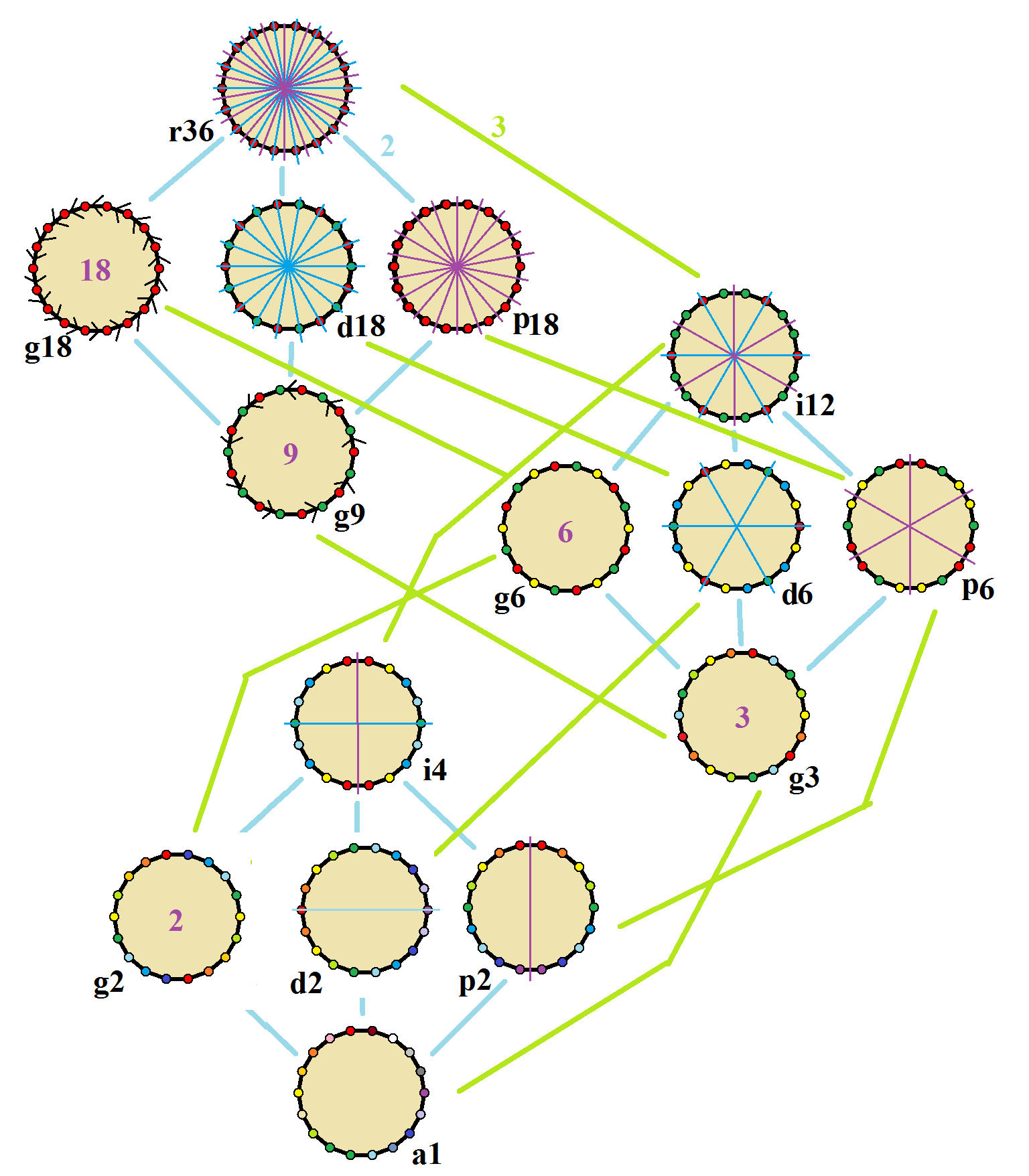
Simetries d'un octodecàgon regular. Els vèrtexs estan acolorits per les seves posicions de simetria. Els eixos de simetria blaves es dibuixen a través dels vèrtexs i els morats a través dels costats. L'ordre de gir figura al centre

L'octodecàgon regular posseeix simetria diedral Dih18 d'ordre 36. Inclou 5 subgrups de simetria diedrals: Dih9, (Dih₆, Dih3) i (Dih2 Dih1), i 6 simetries cícliques: (Z18, Z9), (Z6, Z3) i (Z2, Z1). Les 15 classes de simetria es materialitzen en 12 tipus de formes d'octodecàgon diferents.
John Conway va classificar aquestes simetries usant una lletra i l'ordre de la simetria a continuació. Va assignar la lletra r al grup de simetria de la figura regular; i en el cas dels subgrups va utilitzar la lletra d (de diagonal) per a les figures amb eixos de simetria sol a través dels seus vèrtexs; p per a figures amb eixos de simetria sol a través d'eixos perpendiculars als seus costats; i per a figures amb eixos de simetria tant a través de vèrtexs com a través de centres de costats; i g per a aquelles figures només amb simetria rotacional. Amb a1 s'etiqueten aquelles figures amb absència de simetria. Els tipus de simetries més baixos permeten disposar d'un o més graus de llibertat per definir diferents figures irregulars. Només el subgrup g18 no té graus de llibertat, però pot veure's com un graf dirigit. (Vegeu un exemple en la Teoria de grups de John Conway)

## Dissecció

18-gon descompost amb 144 rombes

Donald Coxeter va establir que cada zonàgon (un 2m-gon els costats oposats de la qual són paral·lels i d'igual longitud) es pot disseccionar en m(m-1)/2 paral·lelograms. En particular, això és cert per als polígons regulars amb molts costats, en aquest cas els paral·lelograms són tots rombes. Per l'octodecàgon regular, m=9, i es pot dividir entre 36, formant 4 conjunts de 9 rombes. Aquesta descomposició es basa en una projecció amb forma de polígon de Petrie d'un eneracte, amb 36 de les seves 4608 cares. La llista A006245 enumera el nombre de solucions com 112018190, incloses rotacions de fins a 18 vegades i formes quirals en reflexió.
|  |  |  |  |  |

## Ús
Un triangle equilàter, i un nonàgon i un octodecàgon regulars, poden envoltar completament un punt en el plànol, una de les 17 combinacions diferents de polígons regulars amb aquesta propietat. No obstant això, aquest patró no es pot estendre a un tessel·lat arquimedià del plànol: a causa que el triangle i el nonàgon tenen tots dos un nombre imparell de costats, cap d'ells pot estar completament envoltat per un anell alternant els altres dos tipus de polígon.
L'octodecàgon regular pot tessel·lar el plànol amb espais hexagonals còncaus. I un altre mosaic es pot aconseguir barrejant nonàgons i buits octogonals. El primer mosaic està relacionat amb un tessel·lat hexagonal truncat i el segon amb el tessel·lat hexagonal truncattessel·lat trihexagonal truncat.

## Figures relacionades
Un octodecagrama és un polígon en forma d'estel de 18 costats, representat pel símbol {18/n}. Hi ha dos estels regulars: {18/5} i {18/7}, que utilitzen els mateixos punts, però connecten cada cinquè o setè punt de la figura. També hi ha cinc compostos: {18/2} es redueix a 2{9} o dos eneàgons, {18/3} es redueix a 3{6} o tres hexàgons, {18/4} i {18/8} són reduïts a 2{9/2} i 2{9/4} o dos eneagrames, {18/6} es redueix a 6{3} o 6 triangles equilàters, i finalment {18/9} es redueix a 9{2} com nou dígons.
| Compostos i polígons d'estel | Compostos i polígons d'estel | Compostos i polígons d'estel | Compostos i polígons d'estel | Compostos i polígons d'estel | Compostos i polígons d'estel | Compostos i polígons d'estel | Compostos i polígons d'estel | Compostos i polígons d'estel | Compostos i polígons d'estel |
| n                            | 1                            | 2                            | 3                            | 4                            | 5                            | 6                            | 7                            | 8                            | 9                            |
| Forma                        | Polígon convex               | Compostos                    | Compostos                    | Compostos                    | Polígon estrellat            | Compost                      | Polígon estrellat            | Compost                      | Compost                      |
| ---------------------------- | ---------------------------- | ---------------------------- | ---------------------------- | ---------------------------- | ---------------------------- | ---------------------------- | ---------------------------- | ---------------------------- | ---------------------------- |
| Imatge                       | {18/1}= {18}                 | {18/2}= 2{9}                 | {18/3}= 3{6}                 | {18/4}= 2{9/2}               | {18/5}                       | {18/6}= 6{3}                 | {18/7}                       | {18/8}= 2{9/4}               | {18/9}= 9{2}                 |
| Angle interior               | 160°                         | 140°                         | 120°                         | 100°                         | 80°                          | 60°                          | 40°                          | 20°                          | 0°                           |

Els truncaments més profunds de l'eneàgon regular i els eneagrames poden produir formes d'octodecagrames intermedis isogonals (figura isogonal) amb vèrtexs igualment espaiats i dues longituds d'aresta. Altres truncaments formen recobriments dobles: t{9/8} = {18/8} = 2{9/4}, t{9/4} = {18/4} = 2{9/2}, t{9/2} = {18/2} = 2{9}.
| Truncaments transitius de vèrtex del eneàgon i eneagrames | Truncaments transitius de vèrtex del eneàgon i eneagrames | Truncaments transitius de vèrtex del eneàgon i eneagrames | Truncaments transitius de vèrtex del eneàgon i eneagrames | Truncaments transitius de vèrtex del eneàgon i eneagrames | Truncaments transitius de vèrtex del eneàgon i eneagrames |
| Quasiregular                                              | isogonal                                                  | isogonal                                                  | isogonal                                                  | isogonal                                                  | Quasiregular Recubrimiento doble                          |
| --------------------------------------------------------- | --------------------------------------------------------- | --------------------------------------------------------- | --------------------------------------------------------- | --------------------------------------------------------- | --------------------------------------------------------- |
| t{9}={18}                                                 |                                                           |                                                           |                                                           |                                                           | t{9/8}={18/8}=2{9/4}                                      |
| t{9/5}={18/5}                                             |                                                           |                                                           |                                                           |                                                           | t{9/4}={18/4}=2{9/2}                                      |
| t{9/7}={18/7}                                             |                                                           |                                                           |                                                           |                                                           | t{9/2}={18/2}=2{9}                                        |

### Polígons de Petrie
L'octodecàgon regular és el polígon de Petrie per a una sèrie de politops de major dimensió, que es mostren en aquests projeccions obliqües sobre el plànol de Coxeter:
| Polígons de Petrie octodecagonals | Polígons de Petrie octodecagonals | Polígons de Petrie octodecagonals | Polígons de Petrie octodecagonals | Polígons de Petrie octodecagonals | Polígons de Petrie octodecagonals | Polígons de Petrie octodecagonals | Polígons de Petrie octodecagonals |
| A17                               | B9                                | B9                                | D10                               | D10                               | I7                                | I7                                | I7                                |
| --------------------------------- | --------------------------------- | --------------------------------- | --------------------------------- | --------------------------------- | --------------------------------- | --------------------------------- | --------------------------------- |
| símplex                           | 9-ortoplex                        | eneracte                          | 711                               | 171                               | 321                               | 231                               | 132                               |